# Gökçekonak
Gökçekonak ist ein Dorf (Köy) im Landkreis Pülümür der türkischen Provinz Tunceli. Im Jahr 2011 lebten in Gökçekonak 31 Menschen.